# Acacia dunnii
Acacia dunnii är en ärtväxtart som först beskrevs av Joseph Henry Maiden, och fick sitt nu gällande namn av William Bertram Turrill. Acacia dunnii ingår i släktet akacior, och familjen ärtväxter. Inga underarter finns listade i Catalogue of Life.

## Bildgalleri

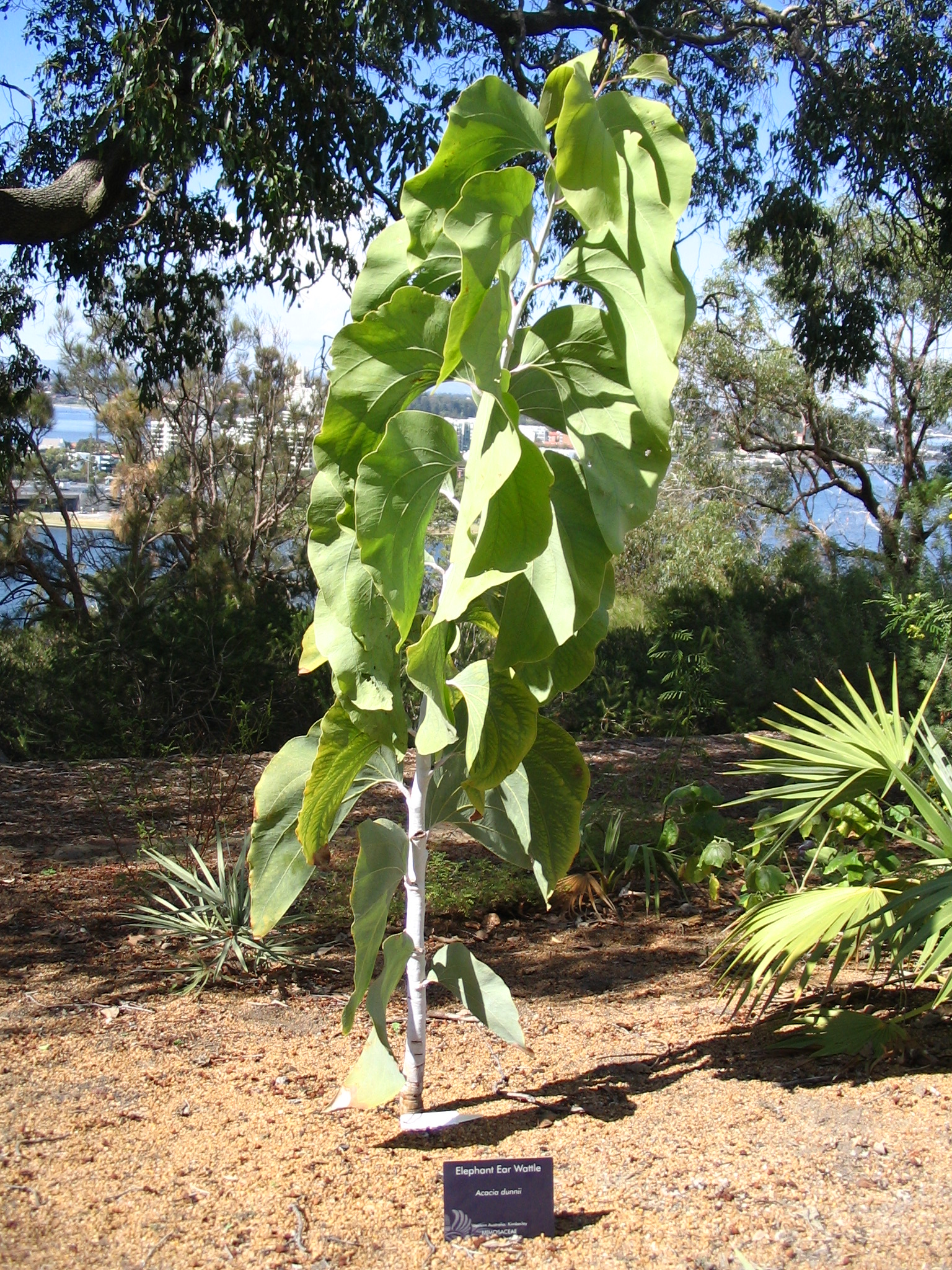